# Gradötzkees
Gradötzkees är en glaciär i Österrike. Den ligger i förbundslandet Tyrolen, i den centrala delen av landet. Gradötzkees ligger cirka 2 900 meter över havet.
Terrängen runt Gradötzkees är huvudsakligen mycket bergig. Gradötzkees ligger uppe på en höjd. Den högsta punkten i närheten är Muntanitz, 3 232 meter över havet, norr om Gradötzkees.
Trakten runt Gradötzkees består i huvudsak av alpin tundra.